# Стојан Ђ. Симић
Стојан Ђ. Симић  (Београд, 24. мај 1871. — Београд, 1. октобар 1909.) био је судија Београдског окружног суда.

## Биографија
Стојан Ђ. Симић био је син Ђорђа Симића и Јулке Пржић. Због болова у бубрезима лечио се у Сан Рему и Мерану.
Венчао се у руској цркви у Бечу 25. јула 1909. са рускињом Софијом Седмаковом, оперском певачицом. У октобру 1909. Стојан је преминуо. Ћерка Ружица рођена је у лето 1910., након очеве смрти. Ружица Симић живела је у Италији, имала је две кћерке.